# Alpaida citrina
Alpaida citrina este o specie de păianjeni din genul Alpaida, familia Araneidae. A fost descrisă pentru prima dată de Eugen von Keyserling în anul 1892. Conform Catalogue of Life specia Alpaida citrina nu are subspecii cunoscute.